# Arquivo Histórico Nacional de Cabo Verde

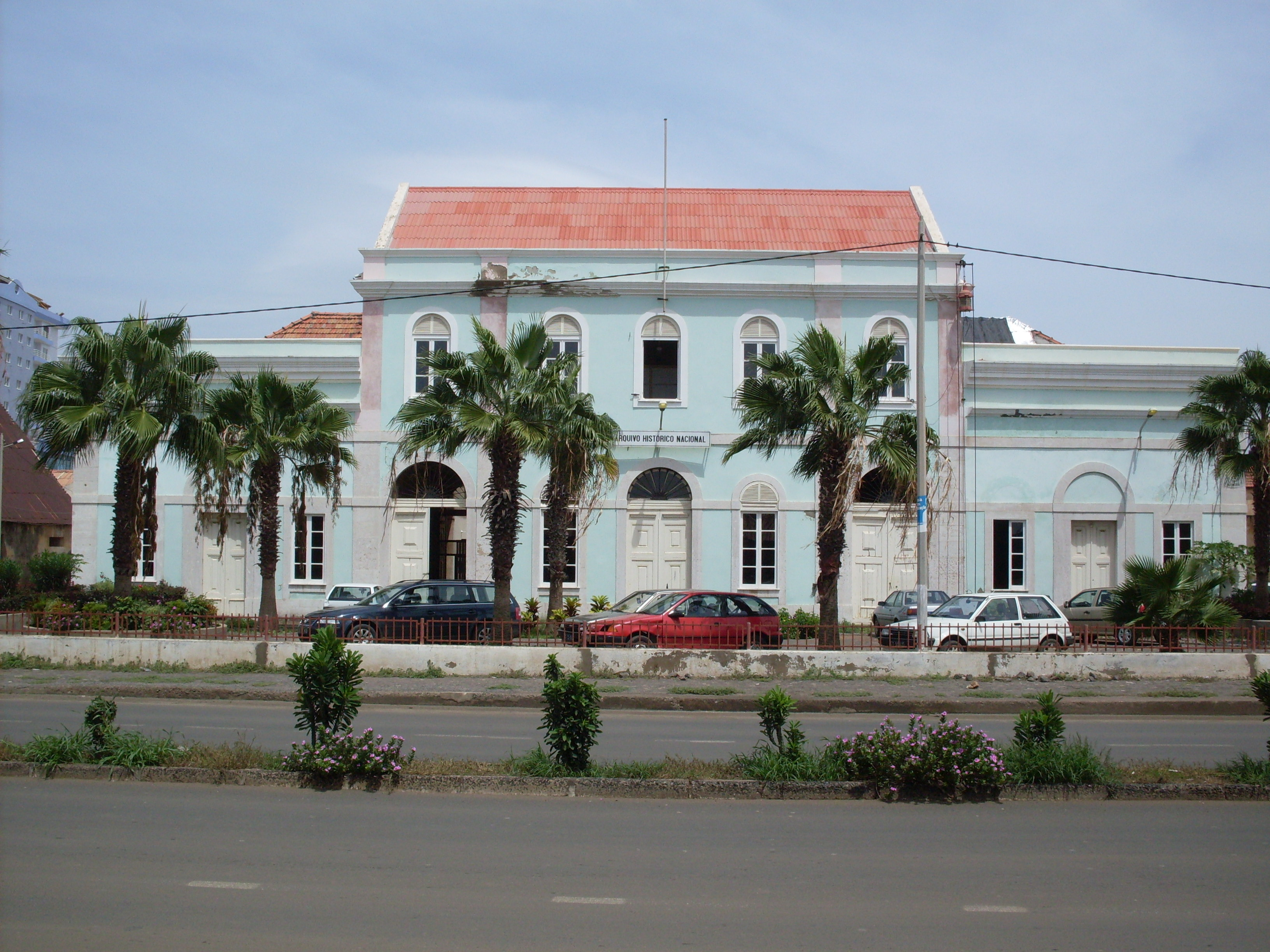
Gebäude des Arquivo Nacional de Cabo Verde.

Das Arquivo Nacional de Cabo Verde (Akronym: ANCV) ist das Nationalarchiv von Kap Verde. Es befindet sich in der Hauptstadt Praia, an der Avenida Combatentes da Liberdade da Patria, im Viertel Chã de Areia. Es ist in dem ehemaligen Zollgebäude von 1878 untergebracht.

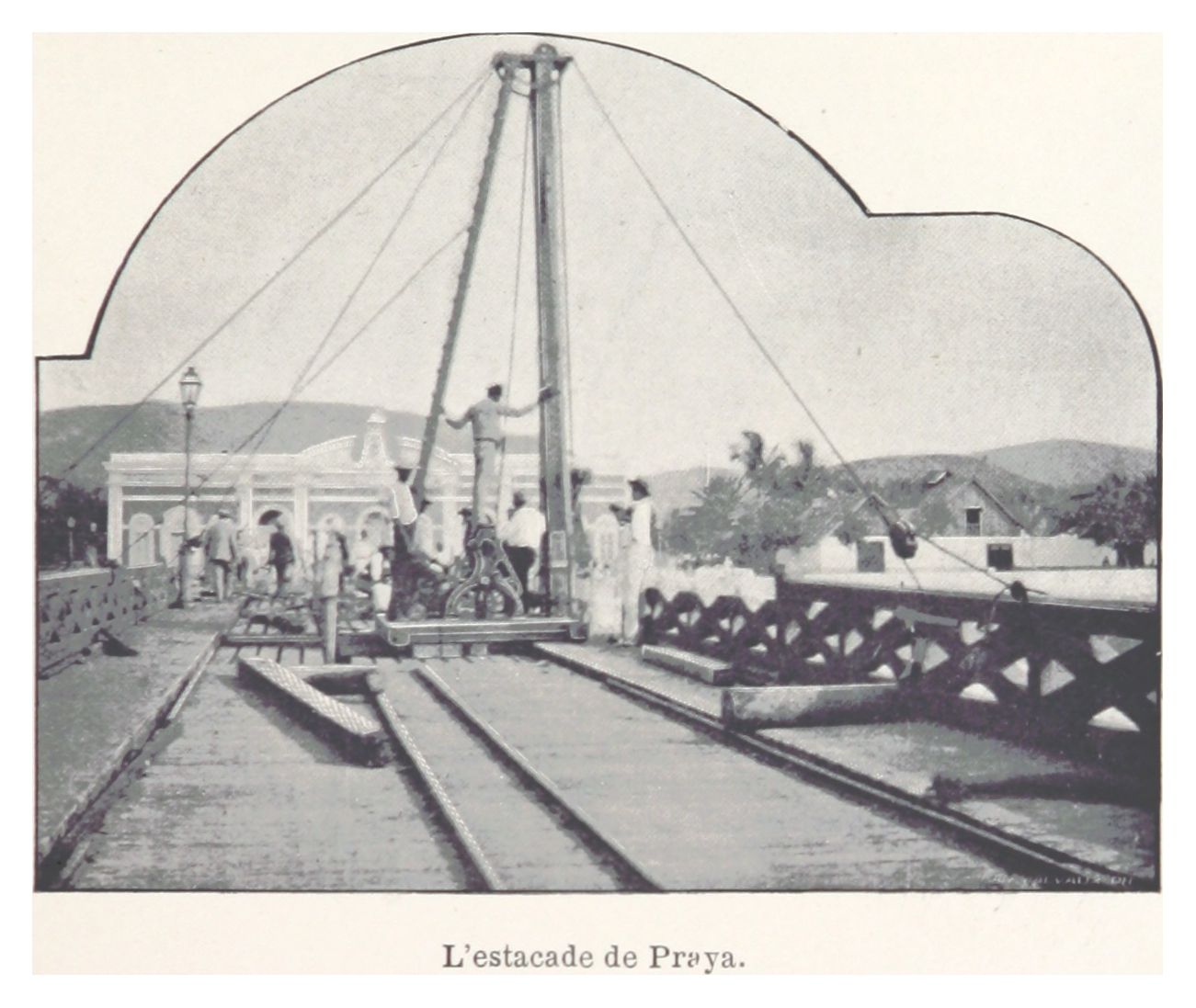
Pier und Zollhaus während Vandrunens Besuch 1899.

Das Arquivo Histórico Nacional wurde am 31. Dezember 1988 durch das Gesetz n. 128/88 begründet, um das nationale archivale Erbe zu bewahren, zu organisieren und zu verbreiten. Am 9. Dezember 2012 bestätigte die Regierung von Kap Verde eine neue Struktur des Kultusministeriums und das Arquivo Histórico Nacional erhielt den Namen „Arquivo Nacional de Cabo Verde“. Es enthält etwa 6.000 m Bücher mit Aufzeichnungen und separate Dokument der Central Administration, der Municipality Councils, Kirchen, Registraturen und Notariate und der Gerichte.